# Attività extraveicolare

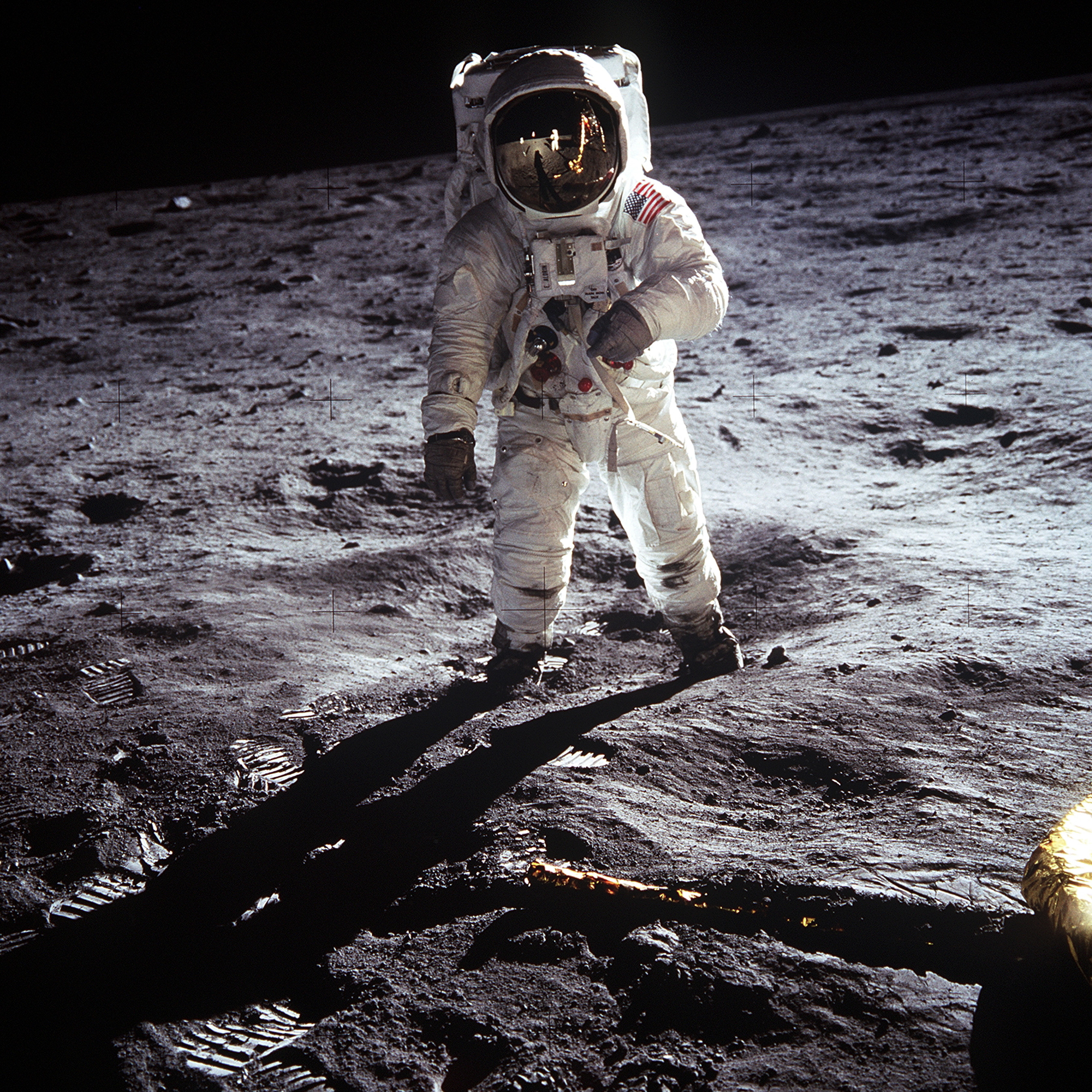
Una passeggiata lunare di Aldrin (Apollo 11).

Per attività extraveicolare (in russo Выход в открытый космос, "passeggiata nel Cosmo", in inglese Extra-vehicular activity - EVA) si intende il lavoro fatto da un astronauta nello spazio e all'esterno della sua navicella spaziale (capsula, veicolo o stazione). L'espressione che comunemente si utilizza per descrivere un'attività extraveicolare compiuta uscendo da un veicolo orbitale terrestre è "passeggiata nello spazio", mentre per le attività extraveicolari sulla Luna, si parla di "passeggiata lunare".
A seguito della differente struttura delle navicelle statunitensi e sovietiche, venne data una definizione differente per le attività extraveicolari. I veicoli spaziali russi hanno sempre adottato come uscite verso l'esterno dei portelli a camera d'equilibrio che non richiedevano la depressurizzazione del modulo, quindi la definizione di "attività extraveicolare" per i russi è quella di un cosmonauta nel vuoto. Le prime navicelle spaziali americane, invece, non includevano questi sportelli, ma depressurizzavano l'intera navicella. Quindi gli astronauti americani compiono delle attività extraveicolari solo quando escono materialmente dalla capsula. Il termine SEVA (Stand-up Eva), è utilizzato per descrivere delle attività extraveicolari parziali.
La letteratura in merito evidenzia come determinante, per la definizione di attività extraveicolare, due fattori primari: l'uscita dell'operatore dall'ambiente protettivo e la necessità di sistemi di supporto autonomi. In questo senso, l'attività extraveicolare viene definita come "qualsiasi operazione spaziale o attività performata al di fuori dell'ambiente protettivo di una navicella spaziale richiedente supporti vitali supplementari o indipendenti per l'astronauta stesso".
L'astronauta durante le attività extraveicolari può essere legato alla navicella (ad esempio con un tubo per l'ossigeno, in tal caso non è necessario nessun sistema di propulsione per tornare dentro il veicolo) oppure può essere libero. Quando l'astronauta è collegato con un tubo per l'ossigeno, l'attività extraveicolare si dice ombelicale. Per le attività extraveicolari libere, è indispensabile il sistema per rientrare nella navicella, che si chiama "Unità di manovra".

## Il moduloJoint Airlock Quest

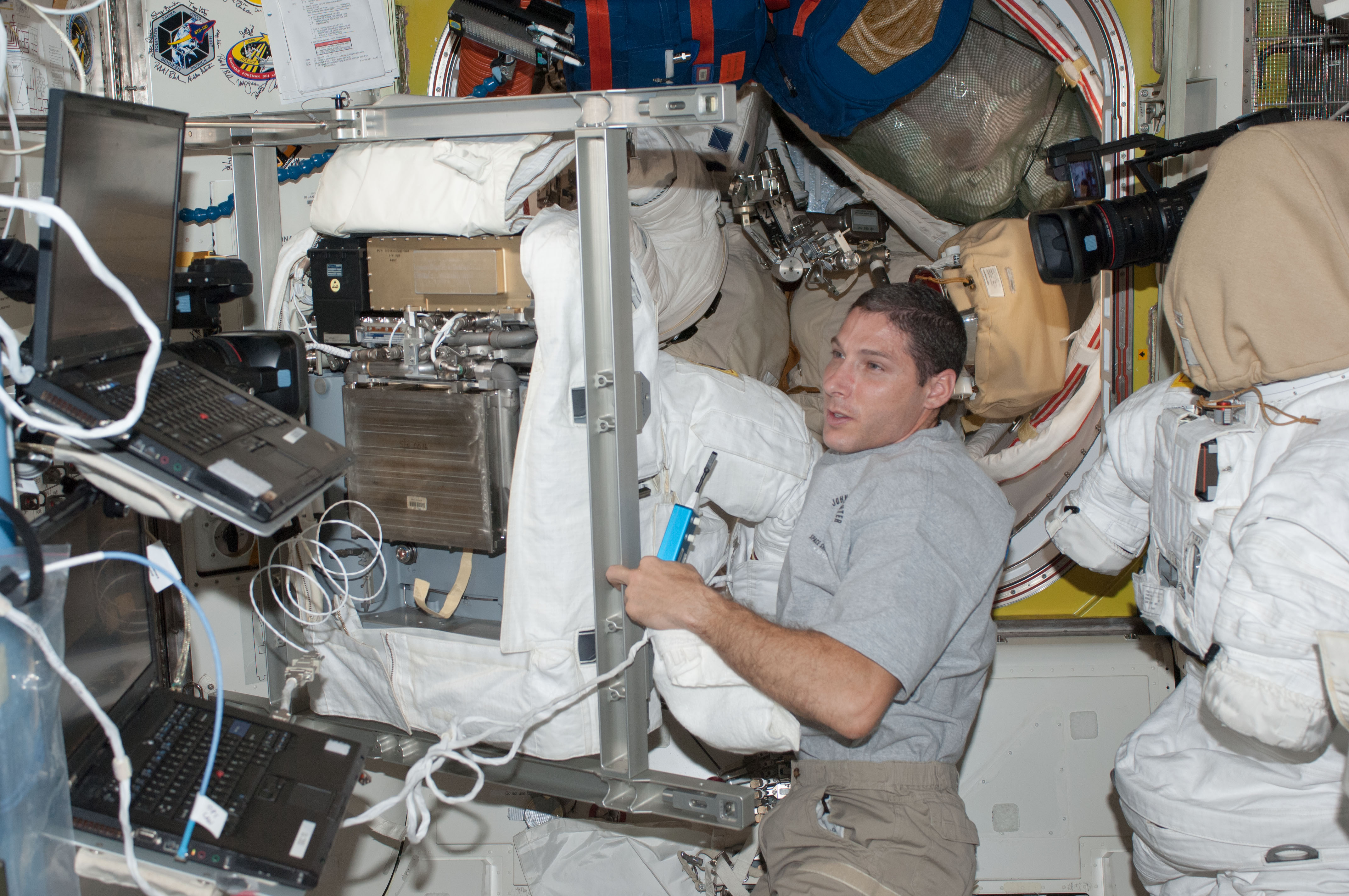
Mike Hopkins dell'Exp 37 ripara una tuta EMU all'interno dell'airlock

Il modulo Joint Airlock Quest è una camera d'equilibrio collegata alla stazione spaziale sul lato destro del Nodo 1. È arrivato sulla Stazione nel luglio 2001 durante la missione STS-104, tramite lo space shuttle Atlantis. È conosciuto come Joint Airlock ("camera condivisa") poiché è possibile utilizzarlo per uscire sia con la tuta americana EMU sia con la tuta russa Orlan. La stazione ha anche un'altra camera d'equilibrio chiamata Pirs, situata nel segmento russo, ma può supportare solo le attività extraveicolari svolte utilizzando le tute Orlan. Il Joint Airlock è composto da due sezioni cilindriche collegate: la "sezione equipaggiamento", dove vengono svolte le attività precedenti e successive ad un'attività extraveicolare, e la "sezione equipaggio". Di seguito sono riportate le varie fasi nella preparazione di un'attività extraveicolare svolta dal modulo Quest a bordo della stazione spaziale.

### Preparazione della camera d'equilibrio
Fino al 2011 le attività extraveicolari venivano svolte quasi esclusivamente dagli equipaggi degli Space Shuttle durante la loro permanenza a bordo della stazione spaziale, almeno per quanto riguarda il segmento americano. Quando uno Shuttle attraccava alla Stazione, tutte le tute e i materiali da usare nelle attività extraveicolari della missione venivano trasferiti dalla navetta alla Stazione. Inoltre, il giorno precedente alla prima attività extraveicolare, la camera d'equilibrio veniva configurata e attivata. Dal 2011 tutte le attività extraveicolari vengono invece svolte dai membri dell'equipaggio della Stazione Spaziale Internazionale, ma le procedure sono rimaste quasi invariate.

### Controllo delle tute
Nei giorni precedenti le tute EMU vengono controllate per garantirne l'integrità e quindi la sicurezza dell'equipaggio che svolge l'attività extraveicolare. Queste attività sono ricaricare e installare le batterie delle tute, controllare il funzionamento del sistema di supporto vitale, del Simplified Aid for EVA Rescue (SAFER) e dei dispositivi di comunicazione. Di solito nelle attività extraveicolari delle Expedition una settimana prima gli astronauti indossano la tuta per controllare le dimensioni della tute e se è necessario risolvere qualche problema.

### Rimozione dell'azoto

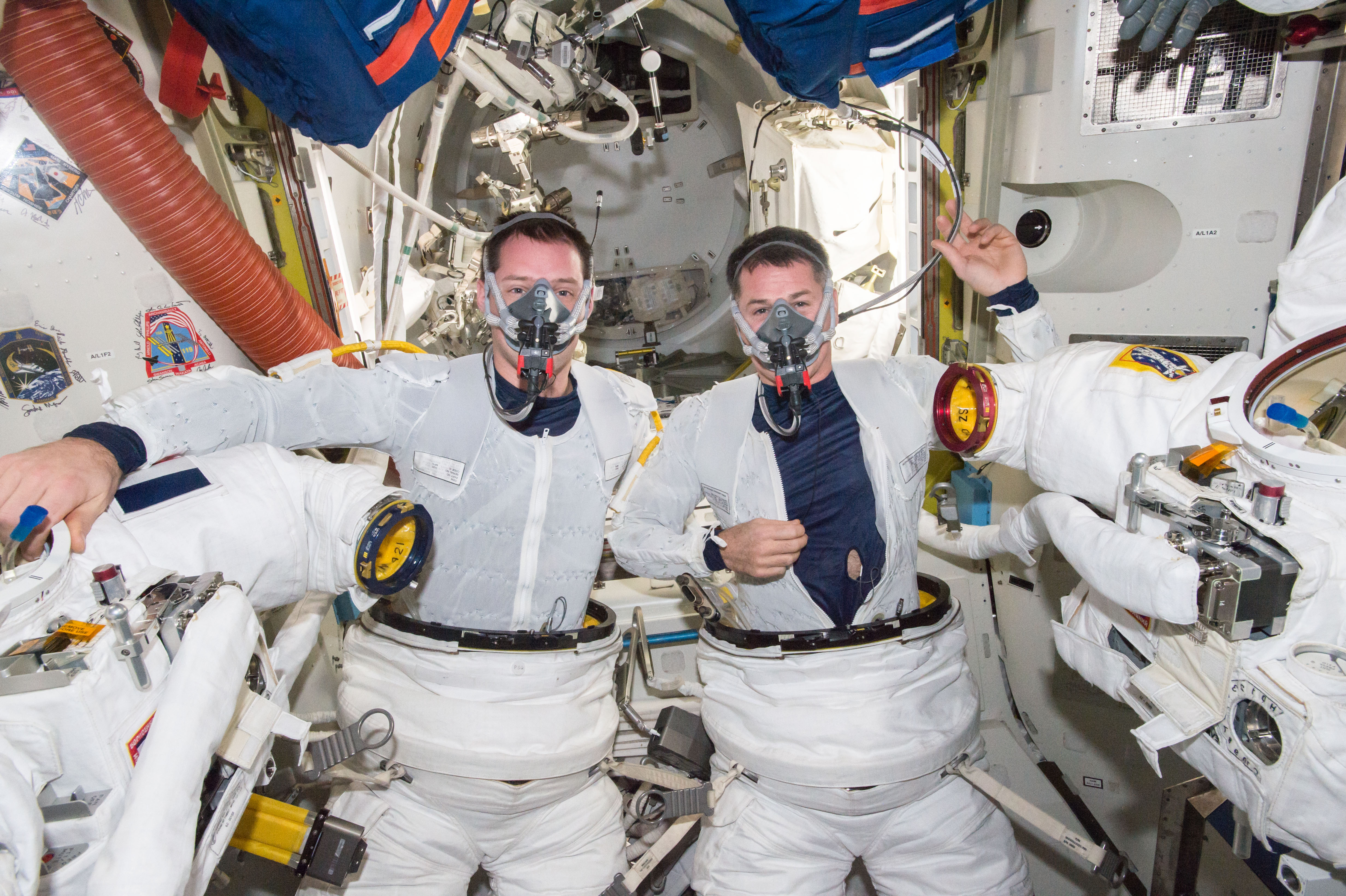
Thomas Pesquet (sinistra) e Shane Kimbrough respirano l'ossigeno puro con le maschere poco prima di un'attività extraveicolare durante l'Exp 50

Nelle tute spaziali durante l'attività extraveicolare viene usata una pressione inferiore a quella tipica sulla stazione spaziale; ciò avviene per rendere la tuta spaziale abbastanza flessibile da poter svolgere in modo ottimale le attività lavorative all'esterno, come ad esempio afferrare uno strumento o aggrapparsi ai corrimani esterni. Nel caso in cui venisse usata una pressione maggiore, la tuta sarebbe troppo gonfia e gli astronauti sarebbero impossibilitati a svolgere il lavoro a loro assegnato, oppure a affaticarsi troppo durante le tipiche sei ore e mezza di attività extraveicolare. L'aspetto negativo più importante di questa decisione però è la possibilità di riscontrare la malattia da decompressione. Per ridurre al minimo questa possibilità, gli astronauti attuano dei protocolli per diminuire il più possibile la presenza di azoto nel sangue prima di iniziare la decompressione. Dal 2011 il protocollo usato è il In-Suit Light Exercise (ISLE), cioè oltre a respirare ossigeno puro per almeno 40 minuti e subire un graduale abbassamento di pressione fino a 0,7 bar, svolgono anche degli esercizi fisici leggeri che accelerano la rimozione dell'azoto. Una volta indossata la tuta spaziale continuano a compiere delle rotazioni di braccia e gambe per quattro minuti seguiti da un minuto di riposo, ripetendo il ciclo fino a 50 minuti. Infine, respirano ossigeno puro per i successivi 50 minuti, prima di iniziare la depressurizzazione. Alla conclusione del programma Shuttle questo protocollo era stato preferito al precedentemente usato Camping Out a causa del minore utilizzo di ossigeno (ridotto di 2,7 kg per ogni attività extracurricolare), risorsa preziosa non più facilmente rifornibile in tempi rapidi.

#### Il protocollo "Camping Out"
Fino al 2011 veniva utilizzato il protocollo Camping out; usando questo protocollo gli astronauti la notte precedente all'attività extraveicolare erano costretti a dormire nella camera d'equilibrio, sigillata e portata ad una pressione di 0,7 bar. La mattina seguente la camera d'equilibrio veniva ripressurizzata a 1 bar per poter aprire il portello e permettere agli astronauti, durante l'attività extraveicolare di fare colazione e svolgere i loro bisogni personali, indossando le maschere a gas di ossigeno puro. Completate queste attività, il portello veniva richiuso e la camera d'equilibrio nuovamente depressurizzata per oltre 20 minuti a 0,7 bar, fino alla vestizione delle tute.

### Indossare le tute EMU

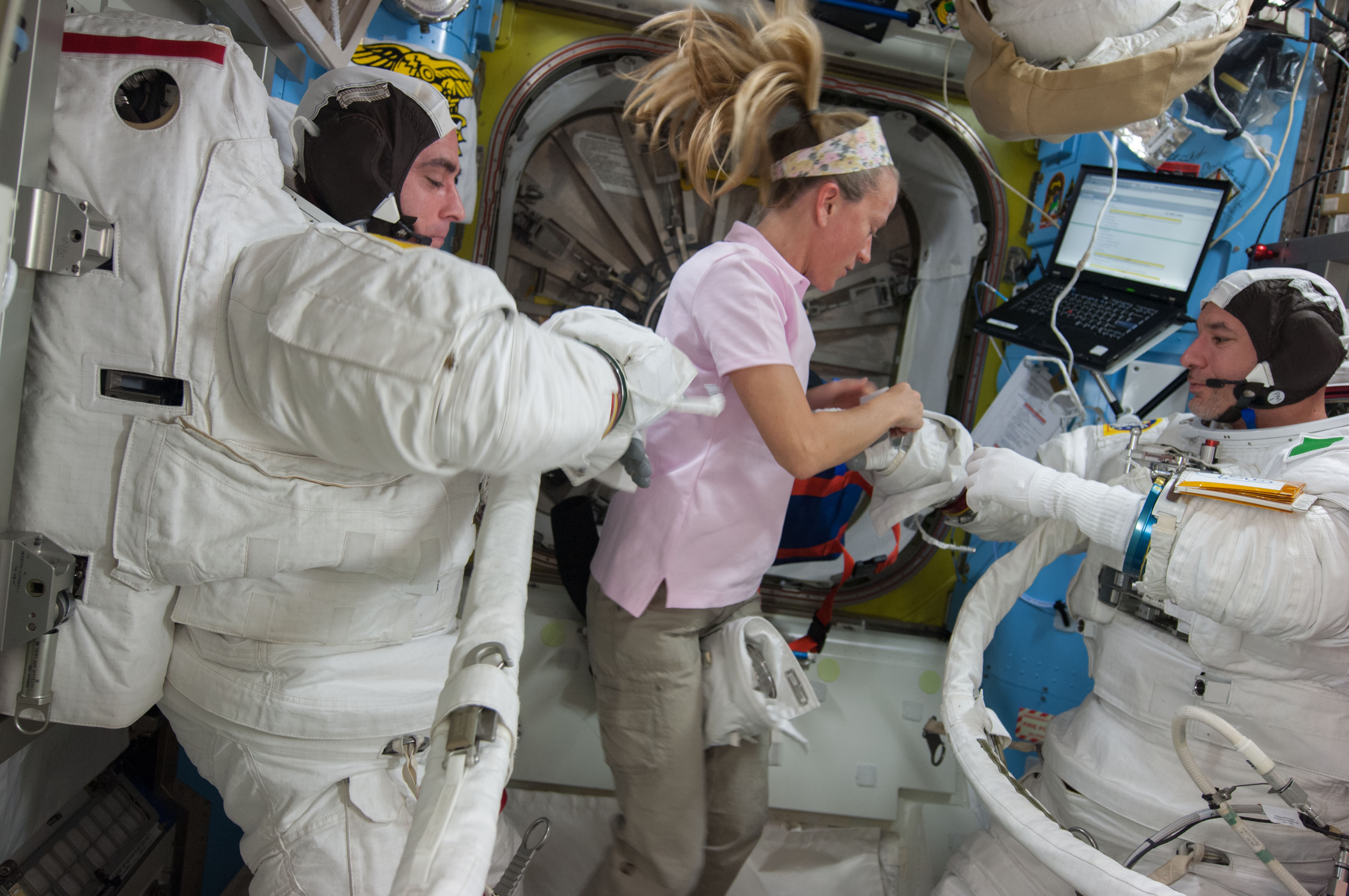
Da sx Cassidy, Nyberg e Parmitano durante la vestizione delle tute con portello verso il Nodo 1 chiuso per l'abbassamento di pressione

Le tute EMU sono estremamente complesse, principalmente sono composte da diversi strati di materiale e da sistemi vitali per fornire all'astronauta un ambiente sicuro e confortevole durante le attività extracurricolai, come se fosse un mini veicolo spaziale personale. Gli astronauti durante l'attività extraveicolare sono di solito assistiti nella vestizione e nelle procedure di depressurizzazione dall'astronauta IV. Quando le Expedition erano composte da soli due membri nei primi anni di vita della stazione spaziale, i due astronauti si aiutavano a vicenda alternativamente ad indossare la tuta e svolgere le procedure di decompressione. Le attività extraveicolari condotte con le EMU durano di solito 7 ore, di cui 15 minuti per uscire dalla camera d'equilibrio, 6 ore di lavoro all'esterno, 15 minuti per rientrare e 30 minuti di tempo non pianificato di riserva. Inoltre l'EMU è dotata di una fornitura di 30 minuti di ossigeno di emergenza situato nella Oxygen Pack sotto il Sistema di supporto vitale principale. Questo funge da riserva se l'approvvigionamento primario di ossigeno dovesse per qualche motivo finire o avere problemi. Prima di indossare la tuta l'astronauta indossa prima il Maximum Absorbency Garment (un pannolone) e poi Liquid Cooling and Ventilation Garment; questo indumento è dotato di tubi dentro i quali passa dell'acqua usata per il raffreddamento della tuta e quindi dell'astronauta.

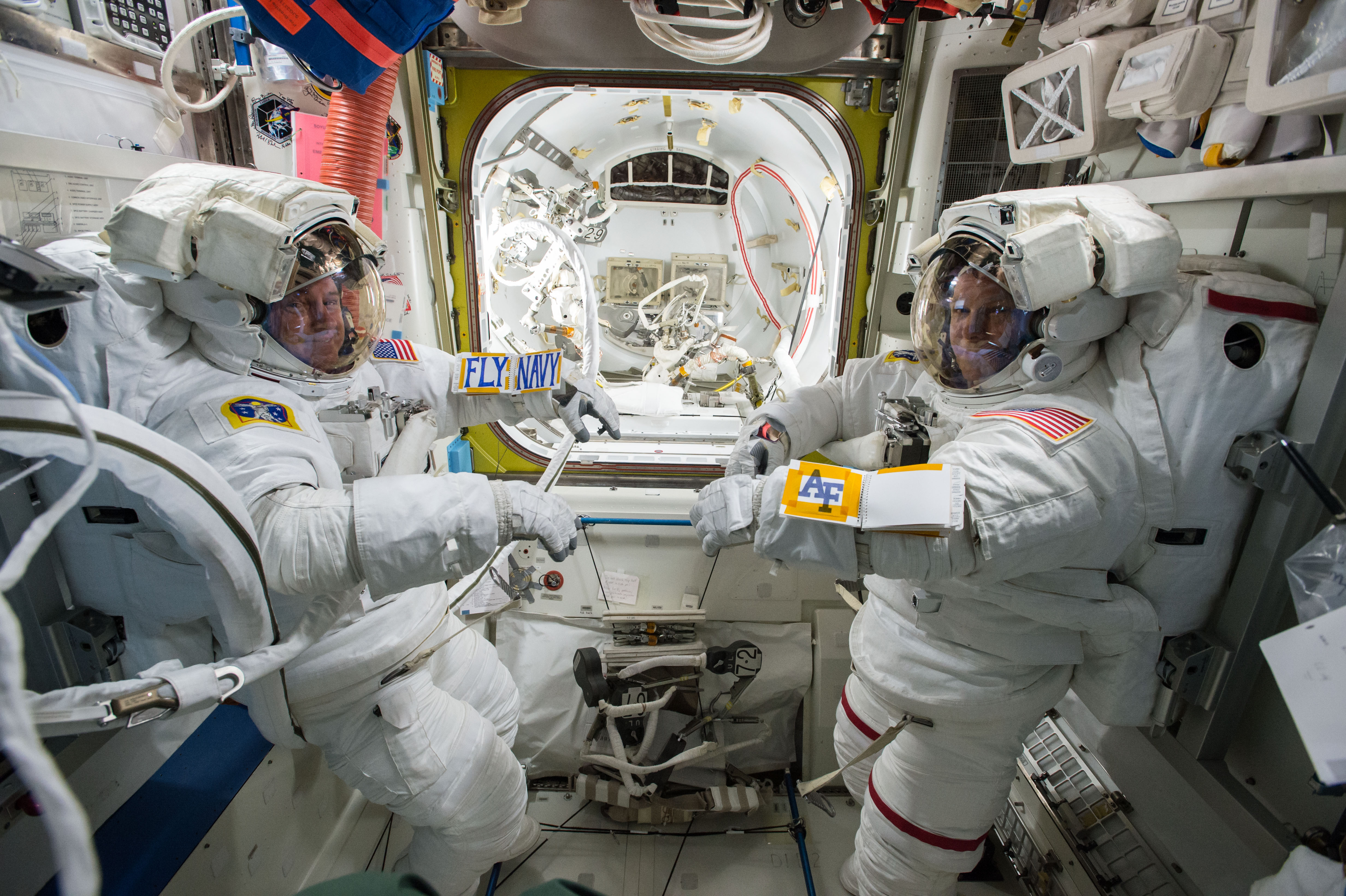
Butch Wilmore (sinistra) e Terry Virts nella camera d'equilibrio prima di un'attività extraveicolare dell'Exp 42

Una volta pronto, l'astronauta si infila il Lower Torso Assembly (i pantaloni e gli stivali della tuta) dell'EMU e poi entra nell'Hard Upper Torso (la maglietta), che durante la vestizione è agganciato alla parete della camera d'equilibrio. L'Hard Upper Torso è un gilet rigido in vetroresina a cui si collega l'Lower Torso Assembly; esso funge anche da punto di attacco per il casco e le braccia. Il Sistema di supporto vitale ha la forma di uno zaino ed è collegato alla parte posteriore dell'Hard Upper Torso, con i controlli del Supporto vitale montati sul davanti per essere accessibili all'astronauta. Il Sistema di supporto vitale fornisce ossigeno puro per respirare, rimuove l'anidride carbonica espirata, regola la temperatura nella tuta, e mantiene la pressione della tuta a 0,3 bar, il 30% della pressione dell'aria al livello del mare sulla Terra e di quella sulla stazione spaziale. Una volta indossato l'Hard Upper Torso, l'astronauta si sistema la propria cuffia auricolare, nota come Snoopy Cap, dotata di cuffie e microfono per le comunicazioni con il Controllo missione a Terra. Infine vengono indossati i guanti e l'Extravehicular Visor Assembly (il casco). Questo fornisce protezione dai Micrometeoriti e dalla radiazione ultravioletta e infrarossa solare. Il visore è dotato di una schermatura solare dorata mobile ma permette anche all'astronauta di vedere. Sulla sommità del casco sono installate le luci e le telecamere che trasmettono le attività extraveicolari al Centro di controllo missione e a tutto il mondo attraverso NASA TV. Una volta completata la procedura di vestizione della tuta, viene montato il SAFER, un piccolo sistema di propulsione autonomo che fornisce la capacità di auto-salvataggio per chi si allontana accidentalmente dalla stazione spaziale durante l'attività extraveicolare. A questo punto, l'astronauta IV sposta gli astronauti all'interno della Sezione equipaggio della camera d'equilibrio e chiude il portellone.

### Depressurizzazione
Nel momento in cui il portellone tra la sezione equipaggio della camera d'equilibrio e il resto della Stazione è chiuso, può iniziare la depressurizzazione. La pressione nominale all'interno della stazione spaziale è di 1 bar, tranne durante la rimozione dell'azoto durante il quale viene portata a 0,7 bar. Quando inizia la depressurizzazione la pressione viene ulteriormente ridotta fino 0,35 bar, per permettere il controllo delle perdite delle tute. Se non vengono rilevate delle perdite, la pressione nella sezione equipaggio viene abbassata fino a 0,2 bar. La depressurizzazione finale, da 0,2 bar al vuoto, viene eseguita tramite una valvola di sfiato posizionata nel portellone esterno. A quel punto l'astronauta EV1 può aprire il portello, agganciare i cavi di sicurezza e dare inizio all'attività extracurricolare.

### Procedure generali all'esterno

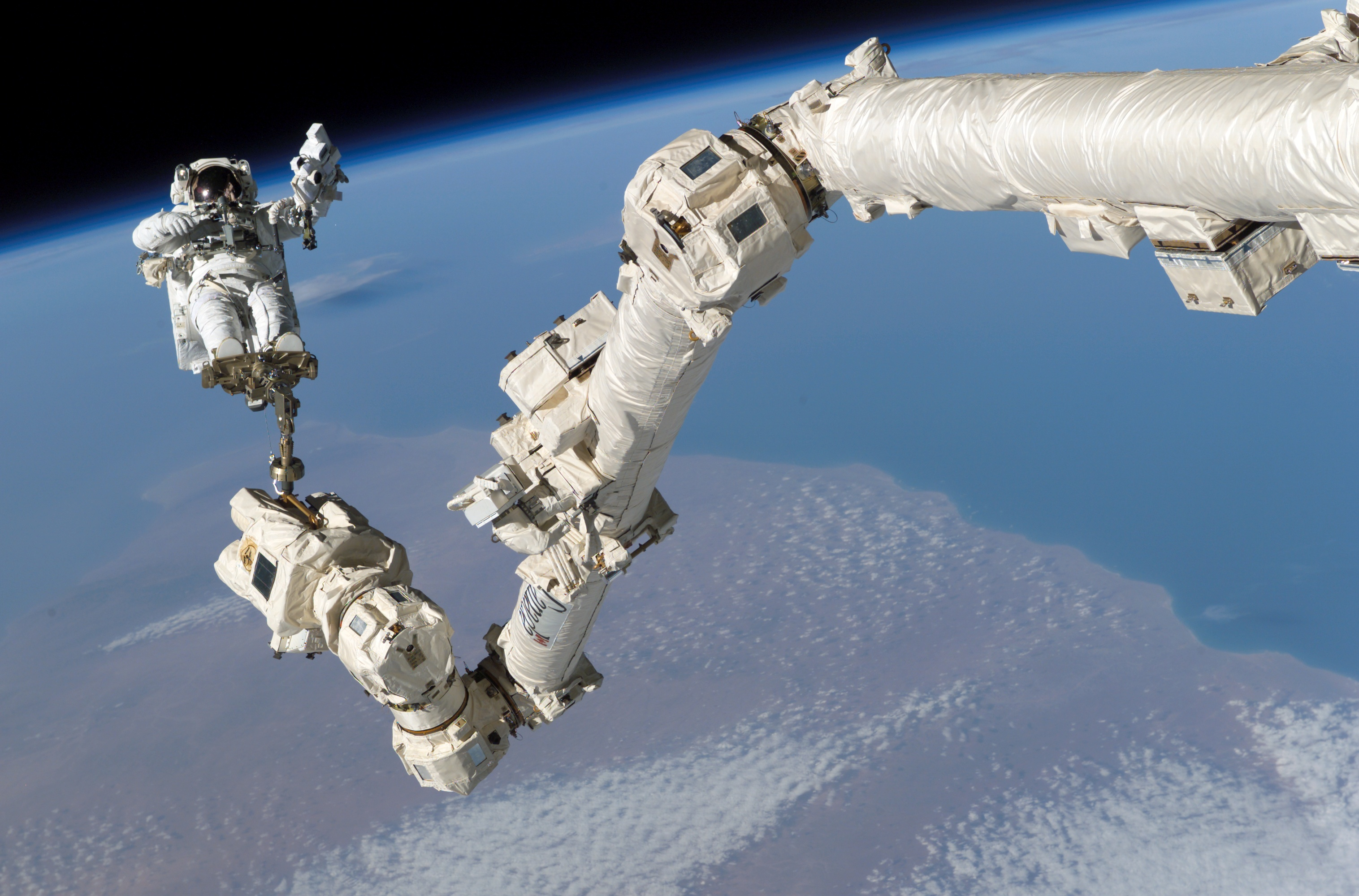
Robinson dell'STS-114 agganciato all'estremità del Canadarm2

Una volta che l'EV1 ha agganciato il primo cavo di sicurezza nel corrimano all'esterno della camera d'equilibrio, anche l'EV2 può uscire e iniziare a svolgere le attività previste nell'attività extraveicolare. Gli astronauti si muovono lungo l'esterno della Stazione aggrappandosi a dei corrimani e utilizzando un secondo cavo di sicurezza più piccolo che agganciano e sganciano alla fine di ogni corrimano. Come accade in altri ambienti pericolosi, come nelle grotte, ci dev'essere sempre uno dei due cavi di sicurezza agganciato e questi devono essere sempre agganciati in due corrimani differenti, per avere almeno un ancoraggio sicuro nel caso in cui un corrimano si staccasse. Nel caso delle procedure dell'attività extraveicolari americane, questo pericolo di norma non sussiste dato che un cavo di sicurezza, quello agganciato vicino alla camera d'equilibrio, rimane sempre attaccato fino alla conclusione dell'attività extracurricolare. È stato proprio questo cavo ad aiutare l'astronauta Luca Parmitano a ritrovare la via verso la camera d'equilibrio quando il suo casco si è riempito d'acqua durante l'attività extraveicolare del 16 luglio 2013. Per impedire che i cavi dei due astronauti si ingarbuglino a vicenda, questi seguono percorsi diversi all'esterno della Stazione, nonostante debbano andare nello stesso posto. L'insieme di questi percorsi viene chiamata coreografia dell'attività extraveicolare e viene pensata e provata numerose volte durante la preparazione all'attività extraveicolare nella piscina NBL a Terra nei mesi precedenti alla missione. Una situazione in cui questo doppio sistema di sicurezza composto dai due cavi non viene utilizzato è quando un astronauta è agganciato al Foot Restraint all'estremità del Canadarm2, mentre sta venendo trasportato in un'altra parte della Stazione; in quel caso avrà un solo cavo di sicurezza agganciato al Foot Restraint. Nel caso in cui un astronauta perdesse per qualche motivo l'aggancio dei cavi di sicurezza, in genere si allontanerebbe inesorabilmente dalla stazione spaziale senza aver possibilità di tornare indietro, essendo le tute spaziali sprovviste di un sistema di propulsione. Per scongiurare questa situazione fatale, alla tuta EMU viene aggiunto un piccolo sistema propulsivo autonomo, il SAFER; utilizzando un joystick estraibile dal SAFER gli astronauti possono usare i propulsori per ritornare sulla Stazione.

### Persone direttamente coinvolte nell'attività extraveicolare
Con il nominativo EV1 e EV2 (Extravehicular crew member) vengono chiamati quegli astronauti che indossano la tuta e svolgono l'attività extraveicolare, in inglese anche chiamati Spacewalker. Il ruolo ricoperto (EV1 oppure EV2) viene di solito assegnato a seconda se un astronauta ha già svolto o meno un'attività extracurricolare. Questo perché l'EV1 è in certe occasioni responsabile, soprattutto dal punto di vista della camera d'equilibrio e dei cavi, per se stesso e per l'EV2. È compito infatti dell'EV1 uscire per primo e agganciare il proprio cavo di sicurezza insieme a quello dell'EV2. Comunque, solo nel caso in cui ci sia un astronauta che non ha mai svolto un'attività extraveicolare si ha la quasi assoluta certezza che quest'ultimo sarà EV2, in caso contrario, se entrambi gli astronauti hanno alle spalle altre attività extracurricolari, entrambi potrebbero ricoprire il ruolo di EV1. Durante l'attività extracurricolare, l'EV1 e l'EV2 si riconoscono dalla presenza di strisce rosse sulla tuta dell'EV1, negli angoli superiori dello "zaino" e all'altezza delle ginocchia; l'EV2 invece ha delle strisce bianche non distinguibili dal resto dalla tuta.
L'IV (Intravehicular crew member) è un membro dell'equipaggio all'interno della stazione spaziale responsabile delle procedure precedenti e successive all'attività extraveicolare svolte all'interno della camera d'equilibrio, compresa la vestizione e svestizione dell'equipaggio dell'attività extracurricolare, il controllo delle tute e le procedure di depressurizzazione e pressurizzazione. Oltre all'IV, in determinate fasi, è presente anche un secondo astronauta, ad esempio durante l'installazione dei SAFER.
L'IV Ground è un astronauta situato nel Centro di controllo missione a Terra che parla con gli astronauti che svolgono un'attività extraveicolare per ricordare le procedure o dare consigli per risolvere problemi in tempo reale. Questo astronauta a Terra svolge quindi il ruolo di CAPCOM specifico per l'attività extracurricolare, mentre al suo fianco in sala controllo ci sarà un altro CAPCOM responsabile delle comunicazioni generali della ISS. Come CAPCOM l'IV Ground non ha responsabilità decisionali ma solo la responsabilità di riferire le decisioni prese dal Direttore di volo dell'attività extraveicolare (che, come succede con il IV Ground, è diverso dal Direttore di volo della stazione spaziale) in collaborazione con il Responsabile dell'attività extracurricolare. L'IV Ground prende il controllo delle comunicazioni al momento dell'inizio della depressurizzazione e termina al completamento della ri-pressurizzazione.
L'operatore robotico è un astronauta a bordo della stazione spaziale che manovra il braccio robotico della Stazione nel caso ce ne sia bisogno per le attività svolte all'esterno. Tra i compiti più comuni svolti dall'operatore robotico c'è il trasferimento di un astronauta in attività extraveicolare agganciato all'estremità del Canadarm2 tramite il Foot Restraint, che deve trasportare un hardware di grandi dimensioni e non può farlo secondo la procedura tipica con i corrimani.

## Passeggiate storiche

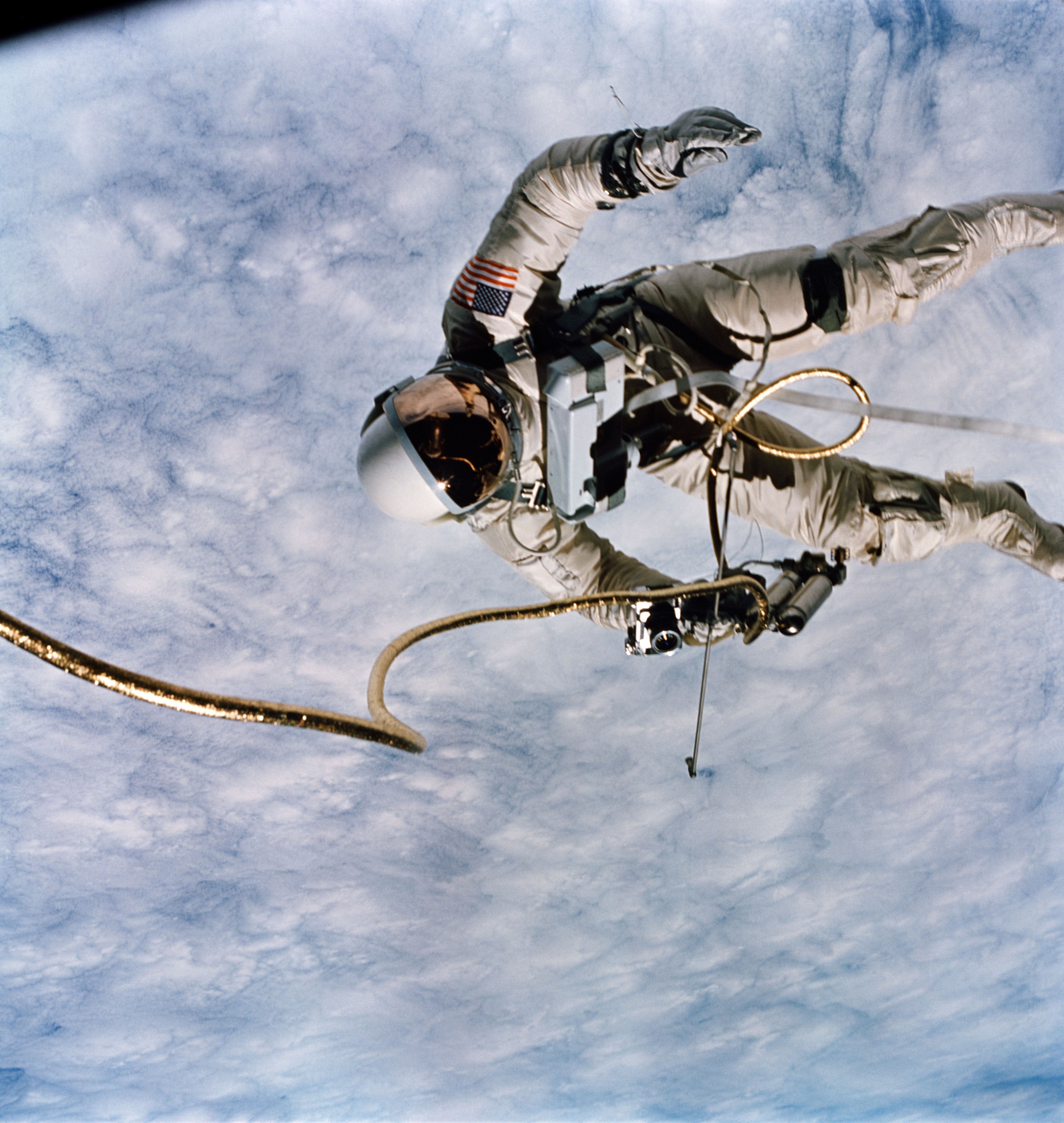
Edward White al di fuori della Gemini 4, il 3 giugno 1965.

- La prima attività extraveicolare della storia fu fatta dal cosmonauta Aleksej Leonov, durante la missione Voschod 2, il 18 marzo 1965. La prima donna fu invece Svetlana Savickaja, il 25 luglio 1984, mentre era a bordo della stazione spaziale Salyut 7.
- La prima attività extraveicolare di un astronauta statunitense fu fatta il 3 giugno 1965, da Edward White durante la missione Gemini 4. La prima attività extraveicolare di una donna statunitense fu fatta da Kathryn Sullivan, che compì la sua passeggiata nello spazio l'11 ottobre 1984 durante una missione dello Space Shuttle Challenger.
- La prima attività extraveicolare di un astronauta né statunitense né sovietico, fu quella fatta dal francese Jean-Loup Chrétien, durante la sua permanenza di tre settimane a bordo della stazione spaziale russa Mir.
- La prima attività extraveicolare lunare fu quella di Neil Armstrong, dopo che il 20 luglio 1969, sbarcò sulla Luna con il Modulo Lunare Eagle nell'ambito della missione Apollo 11. Fu seguito dal suo compagno di viaggio Buzz Aldrin, e la loro passeggiata lunare durò 2 ore e 32 minuti.
- La prima attività extraveicolare libera fu quella dell'astronauta statunitense Bruce McCandless, il 7 febbraio 1984, in una missione del Challenger. Successivamente è stato raggiunto da Robert Stewart, e la loro passeggiata nello spazio durò in tutto 5 ore e 55 minuti.
- La prima attività extraveicolare di un taikonauta venne svolta da Zhai Zhigang il 27 settembre 2008.
- La prima attività extraveicolare di un astronauta italiano fu quella di Luca Parmitano il 9 luglio 2013 durante la Expedition 36 a bordo della Stazione spaziale internazionale.
- La prima attività extraveicolare di due astronaute venne svolta da Christina Koch e Jessica Meir il 18 ottobre 2019 durante l'Expedition 61 a bordo della ISS.

## Rischi delle attività extraveicolari

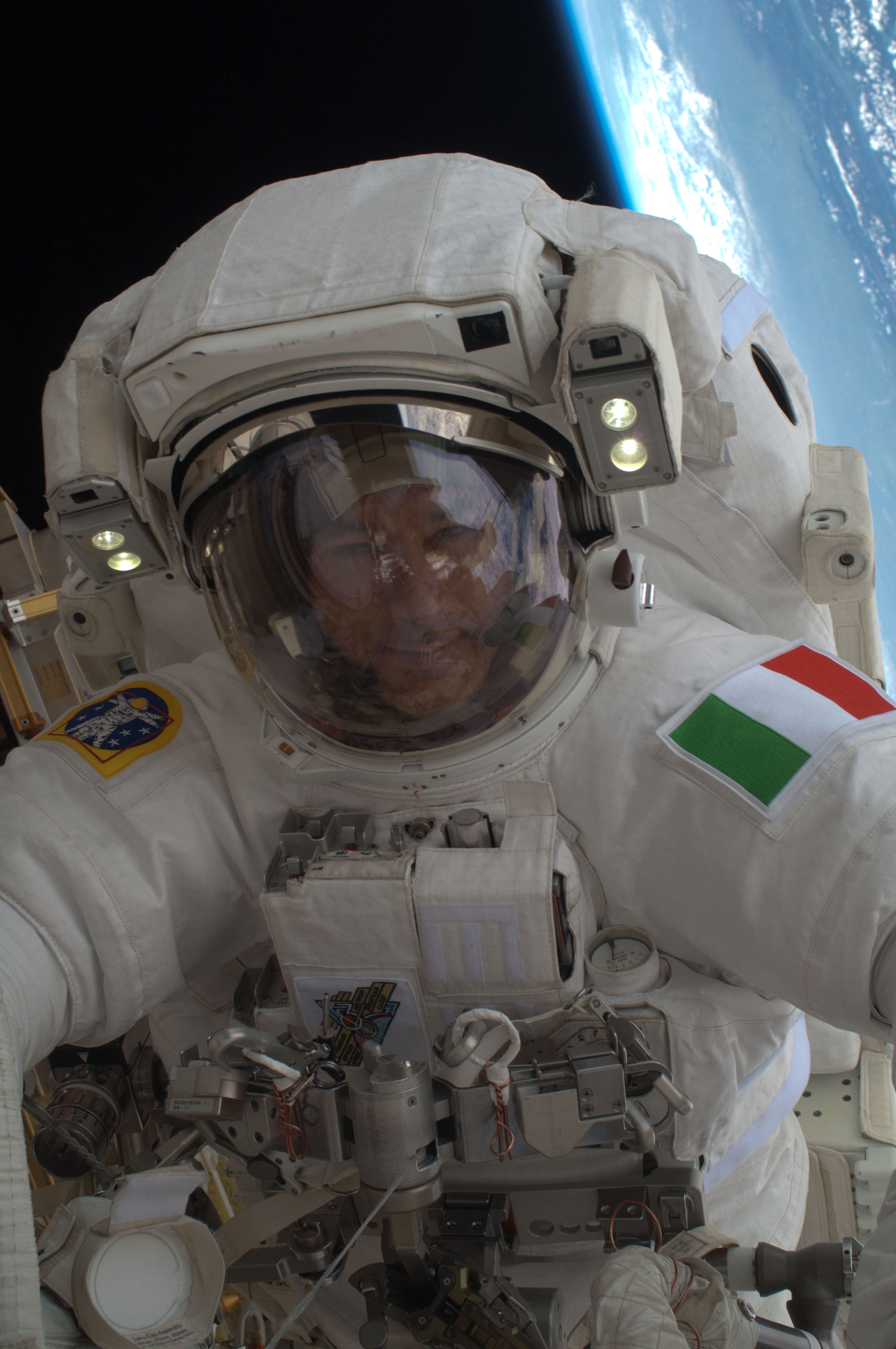
Luca Parmitano fuori dall'Stazione spaziale internazionale, nella prima attività extraveicolare svolta da un astronauta italiano, il 9 luglio 2013.

Un'attività extraveicolare è pericolosa per molte ragioni differenti. La prima è la possibilità di collisione con dei detriti spaziali. La velocità orbitale in un'orbita a 300 km d'altezza (le tipiche orbite delle missioni Space Shuttle) è di circa 7,7 km/s, cioè 10 volte la velocità di un proiettile. Così l'energia cinetica di una piccola particella (per esempio un granello di sabbia) è uguale a quella di una grossa pallottola. Ogni missione spaziale genera detriti che poi rimangono in orbita, rendendo questo un problema sempre più serio.
Un altro motivo di pericolo è che gli ambienti esterni dello spazio sono più difficili da simulare prima della missione stessa, quindi le passeggiate nello spazio tendono a essere evitate per le mansioni sistematiche, se non strettamente necessarie. Come risultato, le attività extraveicolari non vengono pianificate se non nel momento in cui risultano evidenti certi problemi, alle volte a missione già iniziata. Questi pericoli che riguardano le attività extraveicolari hanno come conseguenza una grossa pressione sugli astronauti, che, nonostante siano selezionati anche per resistere a queste situazioni, sono sempre esseri umani. Per ovviare a questo problema, gli scienziati stanno progettando dei robot telecomandati in grado di eseguire lavori esterni alla navicella.